# Chambre d'Amour
La chambre d’Amour (basque : Amodio ganbera) est l'ultime segment de la Côte d'Argent, qui s'achève à Anglet, dans le département français des Pyrénées-Atlantiques, au Pays basque.
Son appellation proviendrait d'une histoire d'amants surpris par la marée au XVIIe siècle. Avant la pointe Saint-Martin et le phare de Biarritz, les sables landais y rencontrent les strates rocheuses, fort érodées, annonçant les rochers de la Côte basque.

## Toponymie
La chambre d'Amour (basque : Amodio ganbera) est un hameau d'Anglet. Paul Raymond indique que le nom « vient d'une grotte située au niveau de la mer ». Elle est mentionnée sous les graphies Ygasc (1198) et Higas (XIIe siècle, cartulaire de Bayonne).

## Historique

### Bains de mer
Grâce à sa célèbre légende et à la nouvelle mode des bains de mer qui arrive vers 1828, la plage devient un des hauts lieux de visite et de promenade de la région. À partir de 1866, les bains sont réglementés. M Chabiague, dans sa baraque, fait office de garde côte. Il hisse un drapeau rouge les jours de danger. En 1911, à la suite d'accidents, les concessionnaires ont l'obligation d'avoir une barque montée par un bon nageur.
Le premier établissement de bains est créé en 1868. Équipé de 68 cabines, il est exploité jusqu'en 1924. Pour cinq sous, le baigneur dispose d'une cabine, d'un costume, d'une serviette et d'un bain de pieds froid dans un seau. En 1925, le maillot de bain remplace le costume de bain. En 1928, un grand établissement de bains est construit à la Chambre d'Amour. Il est complété en 1935 par un petit établissement réservé à la clientèle locale de la commune, qui fonctionne jusqu'en 1956.

### Métiers et activités de jadis

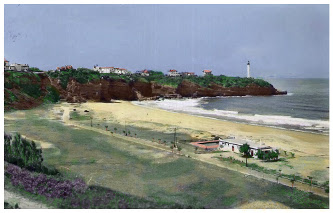
La petite chambre d'amour avant le VVF. L'établissement de bains, de nos jours disparu, est situé sur la plage. Le phare de Biarritz occupe la pointe Saint-Martin.

#### Vins de sables
Au pied de ces arròcas (rochers en gascon), les vieux Angloys (habitants d’Anglet, du gascon anglòi) se sont longtemps souvenus d'un petit vignoble produisant là-aussi du vin de sable. Cette culture singulière, recensée depuis le XVIIe siècle, s'étalait sur le revers des dunes. Là s'étiraient d'étroites parcelles orientées nord-sud, cernées d'une palissade de brandes et de genêts pour protéger la vigne. L'aménagement a depuis eu raison de ces quelques arpents jadis plantés de vigne.

#### Chasse au filet
Sur le versant ouest des dunes, on chassait au filet (à la Pante ou à la Pantière) l'alouette (lulu ou huppée) les jours de vent de sud. Les oiseaux, rasant la terre, venaient se prendre sous les mailles du filet se rabattant sur eux. Les petits oiseaux étaient tués (clichcats) au travers du filet par écrasement de leur tête. Un équipement assez sommaire permettait aux chasseurs de ramener les filets chez eux, enroulés sur des barres.

#### Aviation
En 1912, les autorités ouvrent un champ d'atterrissage pour réaliser des expériences civiles et militaires. L'aviateur Georges Guynemer, qui habitait dans la villa Delphine toute proche, fréquente le terrain à plusieurs reprises. Le 17 avril 1919, la ville d'Anglet lui rend un vibrant hommage et donne son nom à une rue. La ligne aérienne Biarritz - Bilbao ouvre en 1920 avant d'être abandonnée en 1922 avec l'ouverture de l'aérodrome de Biarritz Parme.

#### Métiers d'autrefois
Les douaniers surveillaient la côte car des bateaux de pêche pouvaient accoster, chargés de marchandise de contrebande. L'extraction et le charroi de pierres et de sable était une industrie pratiquée par les habitants du quartier. Vers 1880, il y avait trois carrières de pierres exploitées dans la falaise qui servaient à la construction. En 1911, l'extraction est interdite afin de préserver la falaise et la tranquillité des baigneurs.

### Aménagements
Le littoral attire les investisseurs dans le domaine des transports, des loisirs et de l'immobilier.

Une image caractéristique de l'époque, l'urbanisation du site touristique et célèbre de la Chambre d'Amour par l'hôtel VVF-1970.

#### Golf
En 1889, à sa création, le golf de Biarritz comptait cinq trous à la Côte d'Amour (les numéros 3, 4, 5, 6 et 7), qui en faisait un parcours très sportif et d'une grande beauté. Pour ce dernier, la balle frappée en bas de la falaise montait sur un plateau sans visibilité. Un cadet, resté en haut, indiquait alors au joueur la situation de la balle. Les Anglais appelaient ces trous « the chasm » (l'abîme). Endommagée pendant l'occupation allemande en raison de la construction du mur de l'Atlantique, cette section du golf est par la suite désaffectée.

#### Tramway de la côte
Le tramway de VFDM réseau basque (Voies ferrées départementales du Midi), dont les travaux ont été contrariés par la Première Guerre mondiale, ouvre en 1919. Son tracé répondait à un objectif touristique. Reliant Bayonne à Hendaye, il passait par La Barre, traversait la forêt de Chiberta, longeait en surplomb les falaises de la Chambre d'Amour pour faire admirer aux visiteurs le panorama. Les tramways, jusqu'à vingt par jour, faisaient halte à Fontaine-Laborde.

#### Camping
Avec les premiers congés payés de 1936, les Français découvrent les joies du camping, souvent pratiqué de manière sauvage dans les premiers temps. Après la Seconde Guerre mondiale, un terrain de camping est aménagé sur les anciens fairways du golf et exploité en concession pour accueillir une clientèle familiale et des camps de scouts. En 1964, le terrain est vendu à la société qui fera édifier le VVF.

#### Immobilier
En 1930, la villa Zippa du docteur Gentilhe construite au début du siècle sur une mini presqu'île face à l'océan doit être démolie pour une question de sécurité. En compensation de l'ordre de démolition, il est autorisé à la faire reconstruire à l'identique dans le quartier des Cinq-Cantons. Au lendemain de la Seconde Guerre mondiale, le tourisme de masse déferle sur la côte basque. L'hôtel VVF, conçu par les architectes Hébrard, Gresy et Percillier, est construit en 1970. ressemblant à un paquebot défiant l'océan, il est devenu emblématique de la ville d'Anglet.